# W23 (kolej)

Wskaźnik W 23

Wskaźnik W 23: „Wskaźnik odcinka izolowanego” – wskaźnik kolejowy w postaci żółtego słupka ustawionego przy torze, oznaczający początek odcinka torowego lub zwrotnicowego wyposażonego w urządzenie kontroli niezajętości torów i rozjazdów.
Wskaźnik W 23 oznacza miejsce, przed którym przetaczany tabor kolejowy powinien się zatrzymać, aby umożliwić przestawienie zwrotnicy.
Wskaźnika W 23 nie oświetla się.